# 国際連合安全保障理事会決議25
国際連合安全保障理事会決議25（こくさいれんごうあんぜんほしょうりじかいけつぎ25、英: United Nations Security Council Resolution 25, UNSCR25）は、1947年5月22日に国際連合安全保障理事会で採択された決議。イタリアの国際連合加盟申請を検討することを指示したものである。申請は別途、加盟検討委員会で検討されることとなった。決議はオーストラリアが棄権したものの、賛成多数で採択されている。

## 概要
第二次世界大戦において枢軸国側であったイタリア（当時イタリア王国）は、1943年に連合国に降伏、後に枢軸国に宣戦布告を行なっている。1946年には王政が廃止されてイタリア共和国が成立、1947年2月にはパリ条約（イタリアとの平和条約）が締結され、新体制の成立・国際社会への復帰が進められていた。
しかし、イタリアは主要な枢軸国であったこともあり、国際連合憲章における敵国条項にかかる部分があり、東西冷戦の開始もあって加盟手続きははかどらなかった。1955年12月6日の総会決議918(X)の勧告を受けた、1955年12月14日の国際連合安全保障理事会決議109によって承認され、同日の総会決議995(X)によりイタリアの加盟が認められた。